# Mélonin Noumonvi
Mélonin Noumonvi est un lutteur français né le 10 octobre 1982 à Paris.
Pour sa deuxième participation olympique, il a terminé cinquième du tournoi de lutte gréco-romaine aux Jeux olympiques de Pékin dans la catégorie des moins de 84 kg. Noumonvi est par ailleurs double médaillé de bronze aux championnats d'Europe. Lors des championnats du monde 2009 de lutte il a décroché la médaille d'argent. Aux championnats du monde 2014 de lutte, il devient le 3e français champion du monde de lutte gréco-romaine.

## Palmarès

### Jeux olympiques
- 16e aux Jeux olympiques de 2004 à Athènes (Grèce).
- 5e aux Jeux olympiques de 2008 à Pékin (Chine).
- 5e aux Jeux olympiques de 2012 à Londres (Royaume-Uni).

### Championnats du monde
- Médaille d'argent en lutte gréco-romaine dans la catégorie des moins de 84 kg en 2009
- Médaille d'or en lutte gréco-romaine dans la catégorie des moins de 85 kg en 2014

### Championnats d'Europe
- Médaille de bronze en lutte gréco-romaine dans la catégorie des moins de 96 kg en 2013 à Tbilissi
- Médaille de bronze en lutte gréco-romaine dans la catégorie des moins de 84 kg en 2010
- Médaille de bronze en lutte gréco-romaine dans la catégorie des moins de 84 kg en 2007
- Médaille de bronze en lutte gréco-romaine dans la catégorie des moins de 84 kg en 2006

### Jeux européens
- Médaille de bronze en lutte gréco-romaine dans la catégorie des moins de 98 kg en 2015 à Bakou

### Jeux méditerranéens
- Médaille de bronze en catégorie des moins de 84 kg en 2005 à Almería (Espagne)
- Médaille de bronze en catégorie des moins de 84 kg en 2009 à Pescara (Italie)
- Médaille d'or en catégorie des moins de 96 kg en 2013 à Mersin (Turquie)
- Médaille d'or en catégorie des moins de 97 kg en 2018 à Tarragone (Espagne)

### Championnats de France
- Champion de France dans la catégorie des moins de 84 kg en 2005, 2007, 2008 et 2009
- Champion de France dans la catégorie des moins de 96 kg en 2011, 2013 et 2014